# Tomáš Dvořák
Tomáš Dvořák (Zlín, 11 de maio de 1972) é um atleta tcheco, ex-recordista e tricampeão mundial do decatlo.
Atleta do clube Dukla Prague, competiu no heptatlo masculino e no decatlo e neste último foi tricampeão mundial em Atenas 1997, Sevilha 1999 e Edmonton 2001. Em 1999 quebrou o recorde mundial do decatlo fazendo 8.994 pontos em Praga, República Tcheca, sendo, ainda em 2015, o único atleta a pontuar acima de 8900 por três vezes. Seu recorde foi quebrado dois anos depois pelo compatriota Roman Šebrle. Retirou-se das competições oficiais em 2008 após falhar em conseguir índice para disputar os Jogos Olímpicos de Pequim.  Atualmente trabalha como técnico de atletismo.